# Francis Amasa Walker
Francis Amasa Walker, född 2 juli 1840 i Boston, död där 5 januari 1897, var en amerikansk statistiker och nationalekonom; son till Amasa Walker.
Walker blev som juris studerande vid Amherst College 1861 volontär och avancerade under amerikanska inbördeskriget så snabbt, att han vid sitt avsked, på grund av sjukdom, 1865, fick titeln brigadgeneral. Efter att sedan några år ha varit lärare i klassiska språk blev han 1869 chef för statistiska byrån i Washington, D.C. Han hade då utgett Commerce and Navigation of the United States (två band, 1868-69). Han hade högsta ledningen av nionde folkräkningen inom unionen, 1870-72. År 1863 hade han blivit "artium magister" i Amherst, och 1873 blev han professor i nationalekonomi och historia vid Yale University. År 1878 var han delegerad för USA vid myntkongressen i Paris. Han blev 1881 president för Massachusetts Institute of Technology. Från 1882 var han ordförande i statistiska och från 1885 i nationalekonomiska föreningen samt från 1891 vice ordförande i The National Academy of Sciences under flera år.
Förutom History of the Second Army Corps (1886) och åtskilliga statistiska verk, bland annat The Tenth Census 1879-81 (24 delar, 1883ff), utgav Walker flera betydande arbeten i nationalekonomi. Särskilt kan nämnas The Wages Question (1876; ny upplaga 1891), den mot georgismen riktade Land and Rent, Political Economy (båda 1883), First Lessons of Political Economy (1890). En samling av hans uppsatser i olika tidskrifter utgavs under titeln Discussions in Economy and Statistics (två band, 1899). Genom sina läroböcker blev han erkänd som den främste amerikanske nationalekonomen på det området och betecknades därför som USA:s John Stuart Mill. I myntfrågan stod han på bimetallistisk ståndpunkt. Denna förfäktade han bland annat i böckerna Money (1878; ny upplaga 1880), Money in Its Relation to Trade and Industry (1879; ny upplaga 1880) och International Bimetallism (1896). 
Walker förfäktade currencyteorin och David Ricardos jordräntelära, men bekämpade den klassiska frihandelsdoktrinen och den så kallade lönefondsteorin samt kom i viss anslutning till den historiska skolan i nationalekonomin. Den amerikanska statistiken räknar honom till sina grundläggare. Den nationalekonomiska vetenskapen har honom att tacka i synnerhet för en god utredning av skillnaden mellan kapitalist och entreprenör, ränta och vinst. Hans betydelse för vetenskapens uppsving i USA är mindre omtvistad än värdet av hans egna huvudteorier i fråga om arbetslönen och dess förhållande till jordränta och kapitalränta. I den vetenskapliga diskussionen präglades hans inlägg av "den tappre soldatens okänslighet för nederlag".